# کلوشتر تمپتسین
کلوشتر تمپتسین (به آلمانی: Kloster Tempzin) یک شهر در آلمان است که در Sternberger Seenlandschaft واقع شده‌است. کلوشتر تمپتسین ۵۷۰ نفر جمعیت دارد.